# Campsegret
Campsegret (okzitanisch Camp Sègret) ist eine französische Gemeinde mit 398 Einwohnern (Stand 1. Januar 2022) im Nordwesten des Départements Dordogne in der Region Nouvelle-Aquitaine (vor 2016 Aquitanien). Die Gemeinde gehört zum Arrondissement Périgueux und zum Kanton Périgord Central. Sie besteht aus dem Hauptort sowie einigen Weilern (hameaux) und Einzelgehöften (fermes).

## Lage und Klima
Der Ort Campsegret liegt in der Kulturlandschaft des Périgord knapp 35 km (Fahrtstrecke) südwestlich von Périgueux in einer Höhe von ca. 80 m. Die Stadt Bergerac liegt nur etwa 14 km südwestlich. Das Klima ist gemäßigt, Regen (ca. 860 mm/Jahr) fällt übers Jahr verteilt.

## Bevölkerungsentwicklung
| Jahr      | 1800 | 1851 | 1901 | 1954 | 1999 | 2015 |
| Einwohner | 568  | 785  | 545  | 390  | 351  | 390  |

Der kontinuierliche Bevölkerungsrückgang im 20. Jahrhundert ist im Wesentlichen auf die Mechanisierung der Landwirtschaft und die Aufgabe von bäuerlichen Kleinbetrieben zurückzuführen.

## Wirtschaft
Die Gemeinde ist traditionell land- und forstwirtschaftlich orientiert; die Bewohner lebten jahrhundertelang als Selbstversorger. Heute spielen auch die Fischzucht und die Vermietung von Ferienwohnungen (gîtes) wichtige Rollen im Wirtschaftsleben.

## Geschichte
Zur mittelalterlichen Geschichte des Ortes ist nichts bekannt.

## Sehenswürdigkeiten
- Die im Stil der Neogotik erbaute Pfarrkirche Saint-Étienne ist dem Erzmärtyrer Stephanus geweiht. Der Bau aus der zweiten Hälfte des 19. Jahrhunderts wird dominiert von einem Glockenturm mit steinernem Spitzhelm. Das Innere ist einschiffig.
- Ein Gebäude nahe der Kirche verfügt noch über einen spätmittelalterlichen Rundturm.
- Eine der Gottesmutter geweihte Kapelle (oratoire) wurde im Jahr 1956 gebaut.
- Nördlich des Ortes befindet sich eine intermittierende Quelle, deren Wasser jedoch nicht trinkbar ist.